# کورسمندرهای زنده‌زا
کورسمندرهای زنده‌زا (نام علمی: Dermophiidae) نام یک تیره از راسته سمندرهای کرمی است.